# Лучэн (Вэньчжоу)
Лучэ́н (кит. упр. 鹿城, пиньинь Lùchéng, палл. олений город) — район городского подчинения городского округа Вэньчжоу провинции Чжэцзян (КНР).

## История
Когда во времена империи Цзинь в 323 году южная часть округ Линьхай была выделена в отдельный округ Юнцзя (永嘉郡), то, согласно легенде, случилось счастливое предзнаменование: при основании окружного центра явился белый олень. С той поры в местных топонимах использовалось слово «олень».
После образования КНР в 1949 году урбанизированная часть уезда Юнцзя была выделена в отдельный город Вэньчжоу, подчинённый напрямую властям провинции Чжэцзян. Постановлением Госсовета КНР в сентябре 1981 года были расформированы город Вэньчжоу и округ Вэньчжоу, и образован городской округ Вэньчжоу; территория бывшего города Вэньчжоу стала Городским (城区) и Пригородным (郊区) районами в его составе.
В 1984 году Городской район был разделён на районы Лучэн и Лунвань.

## Административное деление
Район делится на 7 уличных комитетов и 1 посёлок.